# زينب محمد
زينب محمد سيدة أعمال إماراتية، تشغل منصب المدير التنفيذي لإدارة العقارات والتسويق في مجموعة وصل لإدارة الأصول في دبي. لقبت بسيدة العقارات بين أقرانها، حيث حققت نجاحات متواصلة في هذا القطاع على مدار 14 سنة. صنفتها مجلة أريبيان بيزنس في المرتبة التاسعة كواحدة من أقوى 100 سيدة عربية لعام 2016، بعد أن كانت سنة 2015 في المرتبة العاشرة.

## حياتها العلمية
تحمل زينب شهادة الماجستير في إدارة المشاريع الإستراتيجية من جامعة هريوت-وات في المملكة المتحدة، بالإضافة إلى شهادة في الدراسات العليا في المحاسبة والأعمال المالية.

## الجوائز
حصلت على جائزة الإمارات للسيدات من مجموعة دبي للجودة في فئة «المهنيات» تحت معيار القيادة، المنبثقة عن مجموعة دبي للجودة في دورتها الـ11 في 2014. وهي عضو في مجلس إدارة إعمار للاستثمار والتطوير.